# 身洗沢遺跡
身洗沢遺跡（みあらいざわいせき）は、山梨県笛吹市（旧東八代郡八代町南字身洗沢）にある弥生時代から古墳時代にかけての複合遺跡。遺跡名は小字に由来する。

## 立地と歴史的景観
所在する笛吹市南地区は甲府盆地南東部に位置する。盆地東部の御坂山地から発する浅川扇状地の扇端部にあたる傾斜地上に立地する。標高は270メートル付近。浅川扇状地には弥生時代から平安時代にかけての遺跡が分布している。
山梨県では弥生前期から稲作を含む弥生文化が伝播していたと考えられているが、弥生時代の遺跡数は少なく、弥生後期には甲斐市の金の尾遺跡や南アルプス市の油田遺跡などが盆地底部の自然堤防上に集落が出現している。身洗沢遺跡は埋没旧川上に立地する弥生遺跡で、南側には弥生-古墳時代居の侭ノ下遺跡（南字渋田）が近接し、同一の遺跡である可能性が考えられている。

## 発掘調査と検出遺構・出土遺物
周辺は果樹林であったが、1988年（昭和63年）に県道309号石橋石和線（現山梨県道313号藤垈石和線の一区間）の建設事業に伴い試掘調査が実施され、遺跡の存在が想定された。翌1989年には山梨県埋蔵文化財センターによる発掘調査が実施され、弥生後期の竪穴建物跡2軒や水田跡、弥生時代の土器や木製品のほか、古墳前期の竪穴状遺構1基、土坑・ピット67基、近世の水溜状遺構1基、水田跡など検出され、縄文中期の遺物も出土している。
弥生時代の遺構が見られるのは調査区北側区域で、微高地上に石囲いの埋甕炉など内部施設を伴う建物跡が配置され、柱列内には柱材下部が現存しており、1号建物では丸太材、2号建物では板状に加工された柱が用いられている。県内ではじめて発見された弥生水田は建物南側の埋没旧河道の窪地に営まれ、古墳時代前期段階で完全に埋没するまで水田の造成と洪水による埋没が繰り返されており、水田の変遷が追跡できる。水田跡は畦畔や水路など水田施設を伴い、水田面からは人間の足跡も検出されている。
弥生土器は弥生後期の中央高地型櫛描文（Ⅴ期）を主体とする土器群で、東海系土器群も混出している。弥生後期の水田跡出土木製品も県内では出土事例のなかった遺物で、鍬・エブリなどの未製品や膝柄鍬の柄、又鍬などの農具類、木製剣や用途不明の組合式木製品・部材などが検出された。また、水田跡の窪地からはカヤ、イヌガヤ、オニグルミ、クリ、トチノキ、エゴノキ、モモ、イネ、ヒョウタンなどの植物遺存体が検出されている。水田跡からは偶蹄目の動物の足跡も発見されており、シカやイノシシ、あるいは家畜としてのウシの可能性が考えられている。
古墳時代の遺構は調査区中央部から南側区域にかけて見られ、建物の垂木が焼け落ちた状態の「焼失建物」であったと考えられている竪穴状遺構が検出されており、S字状口縁付台甕（S字甕）や土器類、木製品などが出土している。
出土遺物は山梨県埋蔵文化財センターに保管され、一部は山梨県立考古博物館において展示されている。1996年（平成4年）には、木製品など一部が県の指定文化財となる。